# Piedad Córdoba
Piedad Córdoba   (Medellín, 25 de gener de 1955 - Medellín, 20 de gener de 2024) va ser una advocada i política colombiana. Va ser membre del Partit Liberal durant tota la seva vida política i líder del moviment Poder Ciutadà Segle XXI, situat en l'ala esquerra del seu partit. Com a congressista va treballar principalment pels drets de la dona, les minories ètniques i sexuals (societat LGBT) i els drets humans.

## Biografia
Va ser senadora de la República des de 1994 fins a la seva destitució el 2010, després que la Procuradoria General de la Nació, al capdavant d'Alejandro Ordóñez, l'acusés de col·laboració amb les FARC, en l'anomenat «caso Piedad Córdoba». El 27 de setembre de 2010 va ser inhabilitada en primera instància per un període de 18 anys per exercir qualsevol càrrec públic a Colòmbia. No obstant això, després d'una llarga investigació, l'11 d'octubre de 2016 el Consell de l'Estat va retirar ambdues inhabilitats per falta de proves sobre els suposats vincles de l'exsenadora amb la guerrilla de les FARC, decisió que li retornà la possibilitat d'ocupar càrrecs públics i d'elecció popular.
L'agost de 2007 Córdoba es va involucrar en l'acord humanitari entre les FARC i el govern del president Álvaro Uribe, autoritzada pel govern del qual era opositora. Durant la seva mediació va aconseguir, juntament amb el president veneçolà Hugo Chávez, l'alliberament unilateral de sis segrestats que havien estat en mans de les FARC durant diversos anys. A causa de les seves posicions polítiques va rebre múltiples crítiques i una valoració negativa en diversos sectors de l'opinió pública, mentre que altres van donar suport a la seva gestió per la qual el 2008 va ser nominada al premi Príncep d'Astúries de la Concòrdia.
Córdoba va continuar treballant per l'alliberament dels segrestats i va aconseguir convocar a un grup d'intel·lectuals de diversos països per iniciar un diàleg epistolar amb la cúpula de les FARC. Gràcies a l'intercanvi epistolar, les FARC van respondre els pronunciaments de Córdoba i el seu grup Colombians i Colombianes per la Pau i van decidir alliberar unilateralment de tres policies, un soldat i els últims dos ostatges polítics que romanien en el seu poder. Per a l'operació de l'alliberament, duta a terme el febrer de 2009, la senadora va comptar amb el suport del Comitè Internacional de la Creu Roja i del govern de Brasil, així com amb l'autorització del govern colombià. Per aquests actes, el premi Nobel de la Pau Adolfo Pérez Esquivel va proposar públicament, i de manera formal davant el comitè del premi Nobel a Oslo, el nom de Córdoba com a candidata al premi Nobel de la Pau 2009. La senadora va declarar que no era mereixedora del premi, encara que el seu nom va figurar entre els favorits per obtenir-ho. 
En 2012 va ser reconeguda com un dels 10 intel·lectuals més influents d'Iberoamèrica 2012 pels lectors de la revista Foreign Policy.